# Aéroport de Montpellier-Méditerranée
Pour les articles homonymes, voir MPL.
L’aéroport Montpellier Méditerranée (code IATA : MPL • code OACI : LFMT) est un aéroport international français situé sur la commune de Mauguio, non loin de la ville de Montpellier, dans le département de l'Hérault en région Occitanie.
Il tient son nom de la mer Méditerranée toute proche et était auparavant nommé « aéroport de Montpellier-Fréjorgues », du nom d'un lieu-dit de la commune où se situe l'aéroport, soit à environ 7 km de la capitale départementale.
En ce qui concerne la fréquentation, il est le onzième aéroport de France métropolitaine avec 1 879 963 passagers en 2018,.
Un campus de l'École nationale de l'aviation civile, destiné notamment à la formation d’ingénieurs par apprentissage, est situé sur l'aéroport.

## Situation
Aéroports et aérodromes présents dans la région Occitanie
| \| 20 km1:2 341 000 \| Albi · Le Sequestre Montauban Millau · Larzac Cassagnes · Bégonhès Villefranche-de-Rouergue Mende · Brenoux Nogaro Condom · Valence-sur-Baïse Cahors · Lalbenque Figeac · Livernon Lasbordes Muret-Lherm · Saint-Gaudens · Montréjeau Bagnères · de-Luchon Pamiers · Les Pujols Saint-Girons · Antichan Castelnaudary · Villeneuve Lézignan · Corbières Alès · Cévennes Toulouse · Blagnac Francazal · Auch · Gers Castres · Mazamet Rodez · Aveyron Tarbes · Lourdes · Pyrénées Brive · Souillac Carcassonne · Salvaza Montpellier · Méditerranée Béziers · Cap d'Agde Nîmes · Garons Perpignan · Rivesaltes |
| 20 km1:2 341 000 |

## Historique

### Les débuts
En 1938 est effectué l'atterrissage du premier avion à Fréjorgues. Durant l'année 1944, l'aéroport est utilisé par la Luftwaffe. Il est bombardé par la 15th USAAF, le 27 janvier puis le samedi 27 mai 1944 par quatre groupes de bombardement du 304th Bomber Wing.

### L'après-guerre
En 1946, des aménagements sont effectués pour l'ouverture de l'aérogare civile. En 1964, la Chambre de commerce et d'industrie de Montpellier (CCIM) obtient la gestion commerciale temporaire de l'aéroport.

### À partir des années 1970
En 1974, la Chambre de commerce et d'industrie de Montpellier (CCIM) obtient l'autorisation d'exploitation commerciale pour 30 années.

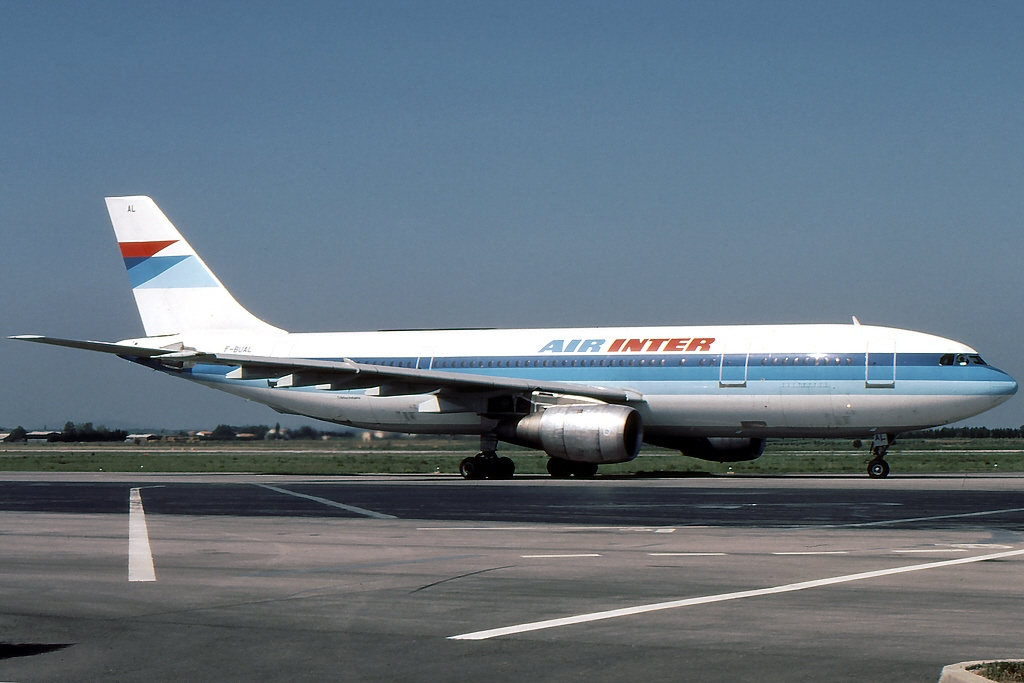
Airbus A-300 d'Air Inter assurant la ligne Paris-Montpellier en 1982.

### À partir des années 1990
En 1990, la fréquentation de l'aéroport atteint un million de passagers. L'ouverture de la nouvelle aérogare est aménagée sur une surface de 14 000 m2. L'accès aux avions est desservi par trois passerelles passagers et deux pré-passerelles mobiles.
En application de l'arrêté du 1er février 1994, l'aéroport de Montpellier-Fréjorgues devient l'aéroport Montpellier-Méditerranée. Pour l'année 1998, l'aéroport passe le cap des 1,5 million de passagers.
Pour l'an 2000, l'aéroport Montpellier-Méditerranée devient le 9e aéroport français avec 1,75 million de passagers, représentant une augmentation de 18 % par rapport à 1996. L'année suivante, en raison des attentats du 11 septembre, de l'ouverture de la ligne TGV Méditerranée et du départ d'Air Liberté, la fréquentation accuse une baisse de trafic. L'aéroport Montpellier Méditerranée enregistre 1 545 000 passagers. En 2002, l'aéroport ouvre sa première ligne du type low cost. Durant cette même année, il obtient la certification de la norme ISO 9001 permettant de définir des exigences pour la mise en place d'un système de management de la qualité.
En 2003, l'aéroport est déclaré « aéroport d'intérêt national » par décret. Cette décision gouvernementale, prise dans le cadre de l'évolution des lois de décentralisation, permet ainsi à la plate-forme montpelliéraine d'accéder à un statut de société privée à capitaux publics. À ceci, s'ajoute le renouvellement de la concession qui permet à la CCI de Montpellier de continuer à développer l'aéroport jusqu'en 2008 en tant que gestionnaire avec la signature d'un nouveau cahier des charges. L'année suivante, la liquidation judiciaire de la compagnie Air Littoral engendre la fermeture de 14 lignes aériennes pour l'aéroport.
En 2008, les nuisances sonores sont contestées par les riverains concernés. Par conséquent, à partir d'octobre, les compagnies aériennes, les aéro-clubs, l'ESMA et la Direction générale de l'Aviation civile s'engagent à respecter une « trajectoire verte » et à privilégier les atterrissages et les décollages par la mer. L'année suivante, l'aéroport Montpellier Méditerranée, en gestion CCI de Montpellier, se transforme en société anonyme à directoire et conseil de surveillance au capital de 148 000 euros, le 23 juin 2009. La SA Aéroport Montpellier Méditerranée est née. L'actionnariat est reparti comme suit : 60 % État, 25 % CCI de Montpellier, 7 % Département de l'Hérault, 6,5 % Région Languedoc-Roussillon, 1 % communauté de communes du Pays de l'Or et 0,5 % Montpellier Agglomération.

### À partir des années 2010
En décembre 2011, la déclinaison magnétique en France a eu pour conséquence de corriger l'orientation des pistes en 12L / 30R (13L / 31R auparavant). Durant l'année 2012, trois nouvelles compagnies desservent l'aéroport : Lufthansa, Twinjet et Volotea. Une nouvelle ligne est ouverte avec Air Arabia faisant la liaison Montpellier-Marrakech.
L'année 2014 est dominée par l'arrivée de la compagnie nationale belge, Brussels Airlines et l'ouverture de la ligne Montpellier-Bruxelles, en concurrence avec le vol de la low-cost Ryanair à destination de l'aéroport de Charleroi-Bruxelles-Sud, situé à une heure de la ville de Bruxelles. L'année 2016 est couronnée par l'arrivée des compagnies Chalair sur la ligne Montpellier-Bordeaux et Aer Lingus avec la ligne Montpellier-Dublin. La liaison Montpellier-Paris Orly opérée par Air France rejoint les vols La Navette.
En 2018, la direction de l'aéroport annonce de la création d'une aérogare destinée aux vols low cost, dont l'ouverture est annoncée au printemps 2019. L'année suivante, l'aéroport reçoit la compagnie Ural Airlines sur la ligne Montpellier-Moscou, EasyJet ouvre trois nouvelles lignes au départ de Montpellier (Bristol, Paris-Charles-de-Gaulle et Porto). Ryanair n'est plus sur l'aéroport à la suite de la suppression de la dernière liaison vers Bruxelles-Charleroi.

### À partir des années 2020
Pour l'année 2020, l'aéroport reçoit la compagnie Transavia France au printemps, qui base deux appareils pour opérer 21 nouvelles routes. Cependant, à la suite d'une restructuration du réseau aérien du groupe AirFrance, un des deux appareils destinés à être basés sur Montpellier sera finalement réquisitionné au profit de l’aéroport de Paris-Orly. Ainsi, seulement 14 routes sont exploitées par Transavia au lieu d’une trentaine. Le président de l’aéroport de Montpellier Méditerranée a annoncé dans une vidéo d’Ecomnews en 2022 que le second avion arrivera probablement à l’horizon 2026.

## Projet d'extension

### Le projet
En 2018, l’aéroport de Montpellier annonce une extension en trois phases, qui permettrait de quasiment doubler sa fréquentation, en accédant à un potentiel de traitement annuel de 3,5 millions de passagers. Une nouvelle jetée pour les embarquements permettrait d’accueillir 14 avions en simultané. Malgré la crise de la COVID-19, cet objectif n’a pas été revu à la baisse, mais, face à une opposition croissante, la direction de l’aéroport évite le mot « extension » en déclarant qu’il s’agit simplement d’« adapter un certain nombre d’infrastructures existantes »,.
La première phase des travaux a été terminée en 2019, avec l’ouverture de nouveaux équipements et infrastructures, notamment un terminal dédié aux opérations d’enregistrement.
L’aéroport mise aussi sur un fort développement de ses activités extra-aéronautiques (zones logistique et commerciale, projets immobiliers, restauration, parkings, etc.), dont les revenus générés serviraient à développer encore son offre aéronautique.

### Opposition au projet
Une forte opposition s’est développée autour du projet d’extension et de l’augmentation prévue du nombre de vols. L’opposition met en cause notamment l’impact climatique, mais aussi l’aggravation des niveaux de bruit et d’autres pollutions qui seraient générées. En octobre 2020, l’aéroport de Montpellier est l’une des plateformes ciblées à la suite de l’appel à marcher sur les aéroports, lancé par les associations Alternatiba et ANV-COP21[source insuffisante]. Dans la foulée de cette manifestation pour une réduction du trafic aérien, un collectif local est créé pour renforcer la mobilisation contre le projet[réf. nécessaire]. Le collectif, aujourd’hui nommé « Atterrissons d’urgence »[réf. nécessaire], demande également la suppression de la ligne aérienne Montpellier-Paris, une liaison qui représente près de la moitié de la fréquentation de l’aéroport. En avril 2021, une centaine de chercheuses et de chercheurs signent une tribune dans laquelle ils s'engagent à ne plus prendre l'avion pour rallier la capitale. Selon l’ADEME, un vol Paris-Montpellier émettrait aux alentours de 100 fois plus de CO2e que le même trajet en TGV. Il s’agit aussi de l’une des liaisons visées par la Convention citoyenne pour le climat, qui avait proposé de supprimer les vols intérieurs sur les lignes où il existe une alternative bas carbone de moins de 4 heures. Le TGV relie les deux villes en 3h30, mais la loi Climat a finalement adopté un temps de trajet de 2h30.
Lors de l’enquête publique sur le Schéma régional d'aménagement et de développement durable du territoire (SRADDET) de l’Occitanie, qui s’est déroulée du 23 décembre 2021 au 7 février 2022, plus d’un tiers des observations du public exprimaient une opposition au projet d’extension de l’aéroport de Montpellier. Dans son avis, l’Autorité environnementale recommande « de revoir la stratégie aéroportuaire du SRADDET en prenant davantage en compte la question centrale de la nécessaire réduction des émissions de GES et de concentrer l’action publique sur les modes les moins émetteurs ».

## Accidentologie et incidents
Le 8 octobre 2009, l'Airbus A320 d'Air France (Immatriculé : F-GHQP) venant de l'aéroport de Paris-Orly effectue une approche sous l'altitude de sécurité qui occasionne un impact lors de l'atterrissage sans perte de contrôle de l'appareil. Une note d'incident est rédigée par le BEA indiquant un défaut des cartes d'approche par le Nord, ayant engendré une erreur de jugement sur le choix de la piste par l'équipage.
Le samedi 24 septembre 2022, le vol Swift 5745 sort de la piste d'atterrissage à 2 h 36 et termine sa course dans l'étang de Mauguio. Le Boeing 737 cargo affrété par l'aéropostale transporte 14 tonnes de courrier et se pose dans des conditions météorologiques difficiles avec une visibilité réduite, des précipitations soutenues et d'importants orages,. Parmi les trois membres d'équipage, aucun blessé n'est à déplorer. L'aéroport est fermé durant 48 h afin de réaliser les opérations de levage de l'appareil qui gît en bout de piste « 12L ».
Le 20 mai 2025, un incendie criminel à l'aéroport détruit 4 avions bimoteurs Diamond DA42 de l'ESMA – Airways Aviation France et en endommage plusieurs autres à 4 h 30 du matin.

## Statistiques des opérations

Schéma de l'aéroport.

### Statistiques du nombre de passagers
On a observé une augmentation ininterrompue du nombre de passagers de 1964 à 2000, suivie d'une diminution entre 2001 et 2010. Cette diminution se chiffre au total à une réduction d'un tiers du trafic en 2010, par rapport à l'an 2000. Depuis 2011, cependant, la tendance de fréquentation est de nouveau à la hausse. Après une nouvelle année de baisse en 2012, la fréquentation de l'aéroport repasse, après plusieurs années, la barre des 1 500 000 passagers en 2015.
L'aéroport de Montpellier-Méditerranée bat son record de fréquentation en 2019 avec 1,93 million de passagers accueillis.

### Valeurs chiffrées
| Année | Statistiques de fréquentation | Statistiques de fréquentation | Statistiques de fréquentation | Statistiques des activités fret et postales | Statistiques des activités fret et postales | Statistiques des activités fret et postales | Statistiques des activités fret et postales |
| Année | Nbre de passagers             | Dont low cost                 | Mouvements                    | Fret                                        | Mouvements de fret                          | Trafic de poste                             | Mouvements postaux                          |
| ----- | ----------------------------- | ----------------------------- | ----------------------------- | ------------------------------------------- | ------------------------------------------- | ------------------------------------------- | ------------------------------------------- |
| 1997  | 1 413 100                     | 0                             | non indiqué                   | 9 992                                       | non indiqué                                 | 5 123                                       | non indiqué                                 |
| 1998  | 1 534 335                     | 0                             | non indiqué                   | 7 581                                       | non indiqué                                 | 5 681                                       | non indiqué                                 |
| 1999  | 1 636 787                     | 0                             | non indiqué                   | 6 499                                       | non indiqué                                 | 5 000                                       | non indiqué                                 |
| 2000  | 1 750 029                     | 0                             | 104 570                       | 2 383                                       | non indiqué                                 | 3 967                                       | non indiqué                                 |
| 2001  | 1 546 213                     | 0                             | 91 484                        | 2 762                                       | non indiqué                                 | 4 155                                       | non indiqué                                 |
| 2002  | 1 565 755                     | 0                             | 85 296                        | 2 830                                       | non indiqué                                 | 4 563                                       | non indiqué                                 |
| 2003  | 1 568 382                     | 0                             | 89 620                        | 1 902                                       | non indiqué                                 | 4 005                                       | non indiqué                                 |
| 2004  | 1 327 383                     | 199 588                       | 84 114                        | 1 244                                       | non indiqué                                 | 3 602                                       | non indiqué                                 |
| 2005  | 1 310 913                     | 224 877                       | 83 179                        | 2 258                                       | non indiqué                                 | 3 587                                       | non indiqué                                 |
| 2006  | 1 323 433                     | 237 472                       | 98 618                        | 3 621                                       | non indiqué                                 | 3 823                                       | non indiqué                                 |
| 2007  | 1 286 875                     | 192 198                       | 98 282                        | 1 771                                       | non indiqué                                 | 3 977                                       | 601                                         |
| 2008  | 1 256 391                     | 235 611                       | 90 938                        | 1 637                                       | non indiqué                                 | 3 579                                       | 571                                         |
| 2009  | 1 225 204                     | 270 407                       | 92 874                        | 1 514                                       | 12                                          | 3 348                                       | 481                                         |
| 2010  | 1 180 448                     | 275 341                       | 103 808                       | 2 449                                       | 9                                           | 4 595                                       | 714                                         |
| 2011  | 1 313 276                     | 378 980                       | 117 911                       | 3 618                                       | 16                                          | 6 772                                       | 990                                         |
| 2012  | 1 288 215                     | 397 819                       | 89 261                        | 3 349                                       | 18                                          | 4 610                                       | 973                                         |
| 2013  | 1 422 793                     | 441 388                       | 86 666                        | 3 532                                       | 3                                           | 3 392                                       | 981                                         |
| 2014  | 1 445 334                     | 464 170                       | 80 708                        | 3 175                                       | 27                                          | 3 012                                       | 947                                         |
| 2015  | 1 510 170                     | 507 965                       | 91 776                        | 4 247                                       | 22                                          | 2 676                                       | 962                                         |
| 2016  | 1 671 086                     | 577 198                       | 88 480                        | 4 250                                       | 20                                          | 2 543                                       | 958                                         |
| 2017  | 1 849 572                     | 679 148                       | 101 637                       | 4 512                                       | 23                                          | 2 402                                       | 952                                         |
| 2018  | 1 879 963                     | 708 273                       | 90 223                        | 4 471                                       | 14                                          | 2 076                                       | 959                                         |
| 2019  | 1 935 631                     | 751 319                       | 87 340                        | -                                           | -                                           | -                                           | -                                           |
| 2020  | 805 907                       | 379 413                       | 72 484                        | -                                           | -                                           | -                                           | -                                           |
| 2021  | 1 100 508                     | 609 052                       | 82 184                        | -                                           | -                                           | -                                           | -                                           |
| 2022  | 1 761 087                     | 1 213 359                     | 72 657                        | -                                           | -                                           | -                                           | -                                           |
| 2023  | 1 750 749                     | 1 104 600                     | 73 823                        | 1 146                                       | -                                           | -                                           | -                                           |
| 2024  | 1 799 830                     | 1 164 032                     | 74 830                        | 1 513                                       | -                                           | -                                           | -                                           |

## Compagnies et destinations
| Compagnies                   | Destinations |
| ---------------------------- | --- |
| Air Algérie                  | Alger-Houari-Boumédiène, Oran-Ahmed-Ben-Bella |
| Air Arabia Maroc             | Casablanca-Mohammed-V, Fès-Saïss, Nador, Tanger |
| Air France                   | Paris-Charles de Gaulle |
| British Airways              | Londres-Gatwick |
| Discover Airlines            | En saison: Francfort |
| easyJet                      | Bâle-Mulhouse, Londres-Gatwick En saison : Palma de Majorque |
| KLM                          | Amsterdam |
| Luxair                       | Luxembourg-Findel |
| Norwegian Air Shuttle        | En saison: Copenhague-Kastrup, Oslo-Gardermoen |
| Royal Air Maroc              | Casablanca-Mohammed-V |
| Scandinavian Airlines System | En saison : Copenhague-Kastrup |
| Transavia France             | - Alger-Houari-Boumédiène, - Bruxelles-National, - Marrakech-Ménara, - Nantes-Atlantique, - Oran-Ahmed-Ben-Bella, - Paris-Orly, - Séville-San Pablo, - Tunis-Carthage. En saison : - Athènes E.-Venizélos, - Bastia-Poretta, - Bruxelles-National, - Héraklion-N. Kazantzákis, - Istanbul, - Lisbonne-H. Delgado, - Rome Léonard-de-Vinci/Fiumicino. |
| Volotea                      | - Brest-Bretagne, - Caen, - Lille Lesquin, - Nantes-Atlantique, - Rennes-Saint-Jacques, - Strasbourg. En saison : Ajaccio-Napoléon-Bonaparte, Minorque-Mahón |

## Objectifs opérationnels

### Relation commerciale avec Ryanair
Ryanair est implanté depuis mars 2002 à l'aéroport de Montpellier.
Comme pour la majorité des contrats passés entre les aéroports régionaux français et Ryanair, les contrats signés entre les deux parties prévoient des aides financières versées par l’aéroport. À 9 € par passager, la subvention atteindrait 4,5 M€ de 2002 à 2006.
Le rapport de la cour régionale des comptes pointe certains avantages accordés exclusivement à Ryanair : « Au niveau tarifaire, il est observé que les redevances aéronautiques ont été forfaitisées pour Ryanair alors que les autres compagnies qui desservent la plateforme de Montpellier sont soumises aux dispositions des guides tarifaires qui ne prévoient le régime forfaitaire que pour les aéronefs non commerciaux de moins de six tonnes. La redevance « passager » a été fixée en 2002 à un niveau inférieur à celui du guide tarifaire applicable de 2,78 € HT. Elle a été plafonnée alors que le guide tarifaire ne prévoit pas une telle disposition. Enfin, le contrat ne précise pas si les tarifs sont hors taxes ou taxes incluses ».
La chambre souligne également une irrégularité concernant les modalités commerciales, en notifiant qu'« aucun bon de commande n’a été émis par le concessionnaire » pour demander à Leading Verge l’exécution des prestations décrites dans le marché et en déterminer la quantité. Ce qui constitue une irrégularité compte tenu que « cette situation est contraire à l’article 11 du code des marchés publics 2001 (…) les marchés publics sont des contrats écrits. L’acte d’engagement, les cahiers des charges et, le cas échéant, les bons de commande, en sont les pièces constitutives ».
De plus, la chambre régionale des comptes souligne que « Plusieurs éléments conduisent à penser que le soutien multiforme, apporté par la Chambre de commerce et d’industrie de Montpellier et l’aéroport de Montpellier directement ou indirectement au travers des marchés avec Leading Verge, pourrait constituer une aide directe à la compagnie irlandaise Ryanair. L’analyse qui suit résulte tant des décisions de la commission européenne que des jurisprudences administratives nationales ».

## Superficie

### Pistes
Piste 1
- Dimensions : 2 600 × 50 permettant l'atterrissage et le décollage de tous types d'avions ;
- Orientation : 12L / 30R ;
- Nature du revêtement : macadam ;
- Aides à l'atterrissage : ILS Cat. I ;
- Balisage lumineux : HI/BI - PAPI - Rampe d'approche et feux à éclats ;
- Résistance : 58F/C/W/T[C'est-à-dire ?].

Piste 2
- Dimensions : 1 100 × 30 ;
- Orientation : 30L / 12R ;
- Nature du revêtement : macadam ;
- Résistance : 5.7 t / 0.9 MPa.

### Traitement des passagers
- Surface de l'aérogare : 14 000 m2 ;
- Nombre de terminaux : 2 ;
- Aire de stationnement : 102 000 m2.

## Accès à l'aéroport
L'aéroport est situé à environ 7 km du centre de Montpellier, 40 km de Nîmes et 65 km de Béziers. Il est accessible depuis l'ensemble de la métropole de Montpellier et de la communauté d'agglomération du Pays de l'Or dont fait partie l'aéroport par différents moyens de transports.

### En voiture
L'aéroport est accessible depuis Nîmes et Béziers en voiture en prenant l'autoroute A9 et en suivant la direction Montpellier. Une fois sur l'autoroute A709, la sortie  29 Montpellier Est permet en prenant la D 66 de se rendre à l'aéroport de Montpellier. L’accès est gratuit.
Depuis le centre de Montpellier, l'aéroport est accessible en empruntant la D 66 en direction des plages.

### En transports en commun
Une navette autocar des lignes intermodales d'Occitanie, No 620 permet la liaison entre l'aéroport et le centre-ville de Montpellier à la station de tramway des lignes 1 et 4 « Place de l'Europe ». La durée du trajet est d'environ 15 minutes. Le prix du billet navette est de 1,60 € (aller simple) ou billet navette et tramway/réseau TAM est de 2,60 € (aller simple).
La ligne 3 du tramway de Montpellier longe l'aéroport sans le desservir. Le réseau de transport de la communauté d'agglomération du Pays de l'Or, Transp'Or met à disposition une ligne estivale, pour les mois de juillet et août, permettant de se rendre à l'école supérieure des métiers de l'aéronautique et à l'aéroport depuis la station de tramway « Boirargues » (ligne 3).

## Aéro-clubs sur l'aéroport

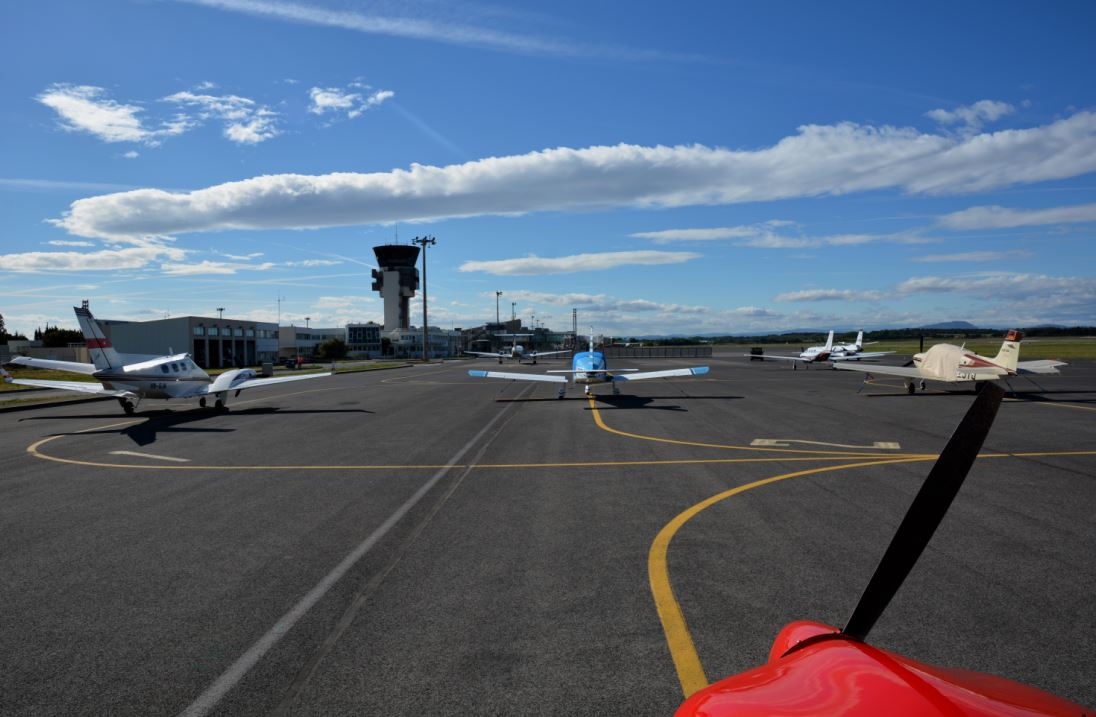
Le tarmac de l'aéroport de Montpellier.

Quatre aéro-clubs sont présents à proximité de l'aéroport :
- Aéroclub de l'Hérault et du Languedoc-Roussillon[31] ;
- Aéroclub de Montpellier-Hérault[32] ;
- Aéroclub ENAC Montpellier[33] ;
- Centre d'Instruction Aéronautique de Montpellier.

## Dans la culture
Quelques scènes du film Didier sont tournées à l'aéroport en 1996.
Le clip de la chanson La Dot, d'Aya Nakamura, a été en partie tourné sur une piste de l'aéroport de Montpellier.